# Cybaeus fraxineus
Espèce
Cybaeus fraxineus est une espèce d'araignées aranéomorphes de la famille des Cybaeidae.

## Distribution
Cette espèce est endémique de Californie aux États-Unis,. Elle se rencontre dans le comté de Tulare vers le parc national de Sequoia.

## Description
La carapace du mâle holotype mesure 3,3 mm de long sur 2,43 mm.

## Publication originale
- Bennett, Copley & Copley, 2021 : « Cybaeus (Araneae: Cybaeidae): the aspenicolens species group of the Californian clade. » Zootaxa, no 4926(2), p. 224-244.